# Harmonie de Harnes
L'Harmonie de Harnes est un orchestre d'harmonie français sis à Harnes dans le Pas-de-Calais. Elle est le résultat de la fusion, en 1925, de deux ensembles musicaux harnésiens, « La Jeune France » et la « Fanfare ouvrière », en une seule formation, l’« Harmonie ouvrière de Harnes », devenue « Harmonie municipale de Harnes » en 1993.
Elle se compose de 55 musiciens qui se produisent lors de deux concerts annuels traditionnels : le concert de gala au printemps et le concert de Noël en l'église Saint-Martin de Harnes. Elle travaille en collaboration avec l'école municipale de musique et participe aux défilés et commémorations patriotiques qui ponctuent la vie locale.
Depuis les concours nationaux de musique d'Alençon (Orne) et de Doullens (Somme), elle est classée en division supérieure 1re section.
L'Harmonie de Harnes a participé en direct, en décembre 2006, à l'émission télévisée de Michel Drucker, Tenue de Soirée, à la parade inaugurale de Lille 3000 en octobre 2006, à l'opération « En fanfare aux Tuileries » au Louvre en septembre 2007 et a donné le concert inaugural du Louvre-Lens en décembre 2012.

## La Société musicale de la commune de Harnes

### Cadre économique et social

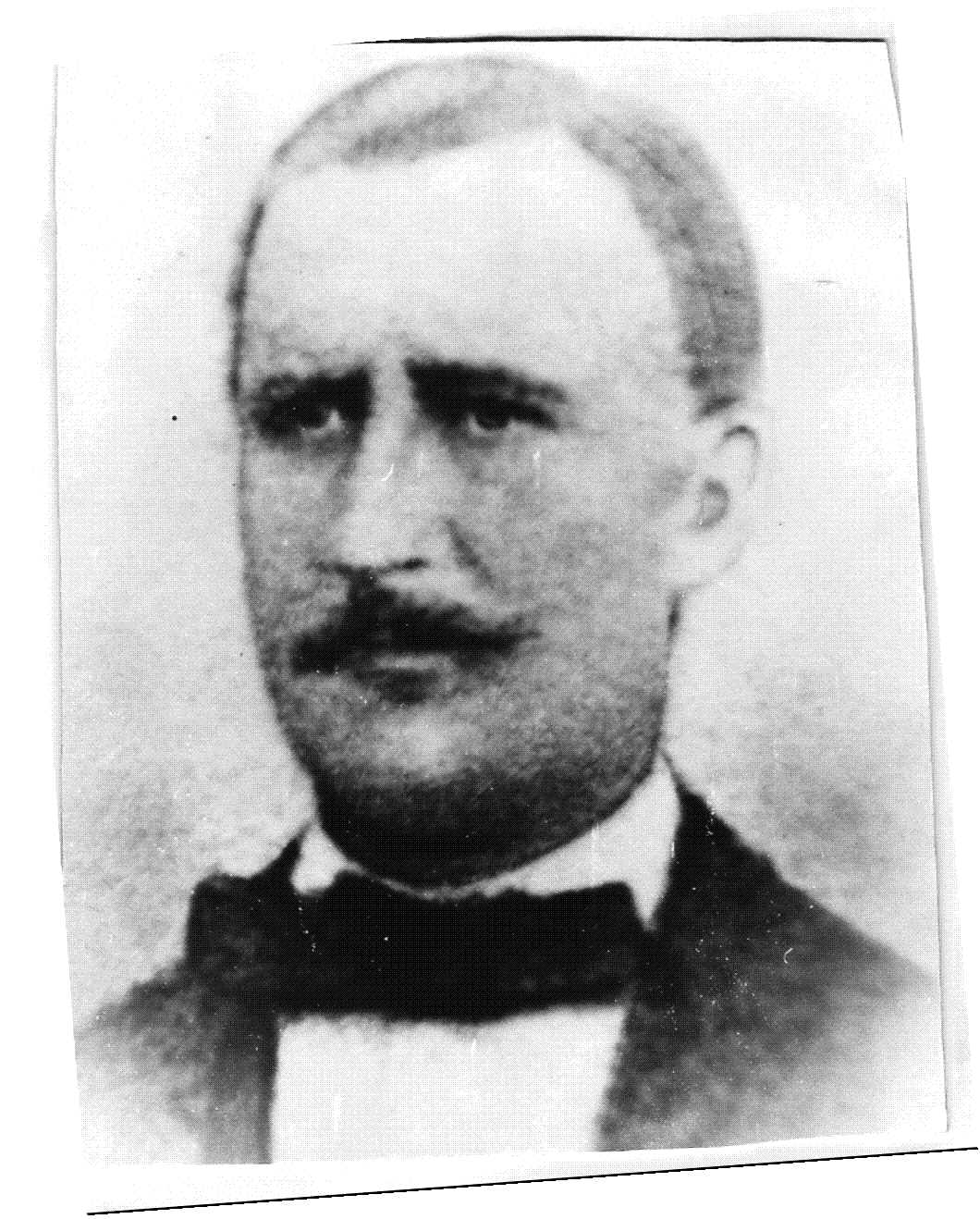
P.F. Dewatine, fondateur de La Jeune France.

En 1861, Harnes n’est encore qu’un village de 2 500 habitants environ. L’industrie houillère n’a pas encore pris son essor et la majorité de la population est composée de cultivateurs et d’ouvriers liniers qui se déplacent l’été en Beauce pour la moisson et travaillent l’hiver pour l’industrie sucrière. La même année, Pierre-François Dewatine, alors âgé d’une trentaine d’années, crée une chorale qui regroupe quelques Harnésiens intéressés par la musique ; il a passé quatorze années de service à la musique du 71e régiment d’infanterie et possède toutes les qualités requises pour former une société musicale. 
C’est à son domicile que les répétitions ont lieu : il habite alors au no 21 de la Grand’Rue, une petite maison proche de la ferme « César Sauvage » (actuellement médiathèque municipale). Il est marié à Thérèse Herberger, d’origine allemande, et leur fils, Constantin, vient de naître.
En quelques années, Pierre-François Dewatine apprend le solfège aux membres de sa chorale. Il décide alors de créer une véritable société musicale. Les statuts sont élaborés en 1863, elle portera le nom de « Société musicale de la commune de Harnes ». Elle est reconnue officiellement, par arrêté préfectoral, le 20 avril 1864. C’est à la Mairie qu’ont lieu à cette époque les répétitions.

### Tout premiers statuts
Ces statuts primitifs surprennent par la rigueur toute militaire des conditions d’admission, de l’organisation interne, du fonctionnement des sanctions et même des exclusions.
- « Article 12 : La désobéissance aux ordres des chefs sera punie d’une amende de 10 centimes et en cas de récidive de 20 centimes ».
- « Article 13 : L’insubordination sera punie d’une amende de 10 francs. Si elle se prolonge, le Conseil pourra prononcer l’exclusion et l’amende de sortie de 10 francs ».
- « Article 14 : Chaque membre sera muni de cahiers qu’il rendra propres et sera tenu de jouer ou de chanter la partie qui lui sera désignée ».
- « Article 18 : Les chefs se réservent à chaque sortie le droit de faire l’inspection des instruments pour s’assurer de leur bonne tenue. Tout musicien dont l’instrument serait reconnu en mauvais état serait passible d’une amende de 20 centimes dont la somme pourrait être augmentée selon l’état de gravité ».
- « Article 20 : Le jour d’une sortie, tout musicien qui ne serait pas à l’heure au lieu d’appel indiqué serait passible d’une amende de 20 centimes … ».
- « Article 24 : Si un musicien par mauvaise volonté s’abstenait de jouer ou jouait d’une manière inconvenante, il serait puni d’une amende de 1 franc ».
- « Article 28 : Pour trois manquements de suite aux réunions sans permission, le Conseil aura le droit de prononcer l’exclusion et l’amende de 10 francs de droit de sortie ».
- « Article 29 : En cas d’absence urgente, tout membre devra en prévenir un des chefs et si le chef ne reconnaît pas le motif bien fondé, il devra le soumettre au Conseil qui sera juge sans appel ».

### Siège social

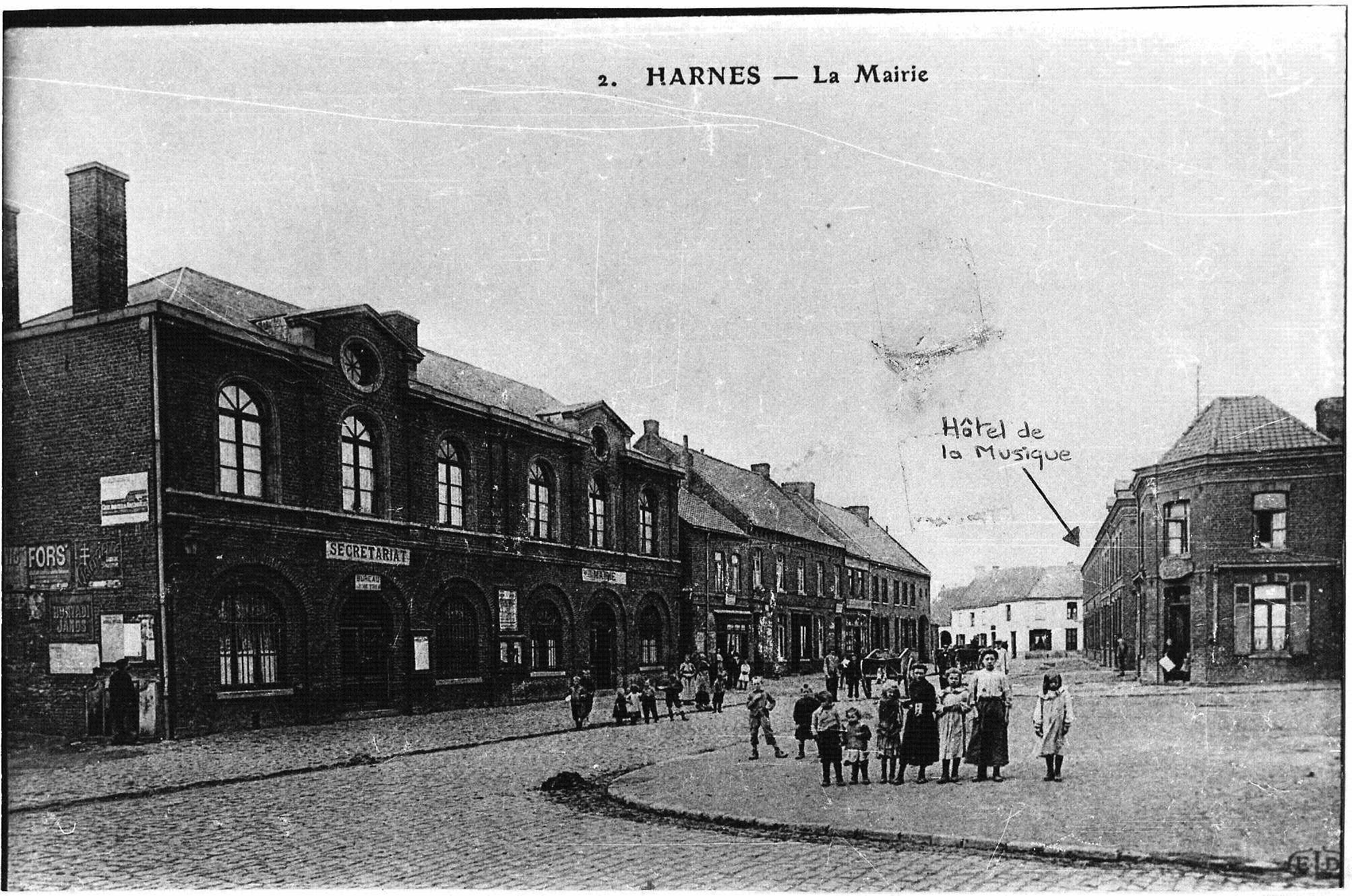
Hôtel de la Musique, siège de « La Jeune France ».

En 1869, alors qu’elle compte déjà une cinquantaine de membres, la société s’installe dans son nouveau siège baptisé « Hôtel de la Musique ». Un mécène, Charles Corroyez (dit « ch’tiot Charles »), maître brasseur, installé à l’emplacement actuel du jardin public de la Grand’Place, a fait construire en face de chez lui ce nouveau local.
Le Comité, composé d'André Déprez, président (futur sénateur-maire de Harnes et dont la maison est aujourd’hui devenue le musée municipal), Alcide Plateau, vice-président et Pierre-François Dewatine, chef, décide de doter la société d’un drapeau. Une souscription publique est lancée et vite couverte. Une délégation du Comité conduite par Émile Delattre (dit « de l’Hôtel ») qui devait remplir la fonction de porte-drapeau, se rend à Arras pour faire l’acquisition de cet emblème. Quelque temps plus tard, la population de Harnes assiste à l’inauguration officielle du drapeau au cours d’une cérémonie présidée par le préfet du Pas-de-Calais. Les musiciens défilent ensuite dans leur tenue : redingote et pantalon noirs, gilet et cravate blancs, chapeau haut de forme. 
La musique avait alors droit de cité et formait un élément actif et populaire dans la vie de la commune.

### Guerre franco-allemande de 1870
La Guerre de 1870 entrave l’essor de la jeune société : son effectif diminue et ses activités pendant la durée de l’occupation allemande sont paralysées. Le travail dans la paix, la reprise des affaires permettront l’effort de reconstitution. 

### Premier concours (1879)
Dès 1873, sous les présidences de MM. Charles Corroyez, Céleste Cailliez, Jacques Jambart et la direction du chef Lequeux (de 1873 à 1875), la Société musicale de la ville de Harnes voit s'accroître le nombre de ses sociétaires et son renom.
En 1879, sous la direction du chef Louis Boulanger (de 1875 à 1892), la fanfare, qui a abandonné son costume pittoresque pour adopter le costume de ville et la casquette de musicien, aborde enfin son premier concours, qui a lieu à Arras. Se présentant en 3e division, 3e section, la Société obtient les distinctions suivantes :
- 1er prix d’exécution ;
- 1er prix d’honneur ascendant la classant en 3e division 2e section.

Ce résultat suscite l'ouverture d'une souscription publique pour doter la société d’une bannière verte, brodée aux armoiries de la ville.

## De la Société musicale de la ville de Harnes à La Jeune France

### Changement de nom
Les circonstances exactes dans lesquelles la Société musicale de la ville de Harnes a changé de nom ne nous sont pas connues, non plus que les raisons qui ont présidé au choix du nouveau nom, Fanfare la Jeune France. Le seul document disponible relatif à ce changement est un arrêté préfectoral (émanant du « Bureau Militaire » ), en date du 24 novembre 1891, autorisant la constitution régulière de la société musicale La Jeune France. C’est la première fois que cette dénomination apparaît dans les archives municipales. Il faut croire toutefois que la société existait déjà en 1888 puisqu'elle est mentionnée dans l’Annuaire général de la musique et des sociétés chorales et instrumentales de France de 1888 :
« Harnes
SOCIÉTÉ. - Jeune France (fanfare la); - Prés. : Jamart ; dir. : Boulanger-Desprez ; 40 exéc. ; 48 memb. hon. 3e div. 1re. ».
Même si la Fanfare La Jeune France n’est pas reconnue comme municipale, elle reçoit des élus une subvention convenable et parfois même, comme à l’occasion du Festival de Musique du 23 juin 1895, un soutien moral et administratif comme l'« affaire des droits d’auteurs » en témoigne : 
La Jeune France » avait organisé le 23 juin 1895 un Festival de Musique dans la ville ; ayant pris contact au préalable avec le représentant régional de la Société des Auteurs-Compositeurs de Musique (l’ancêtre de l’actuelle SACEM), le président de la Fanfare (André Déprez, à l’époque Sénateur) avait acquitté une somme forfaitaire de Droits d’Auteurs correspondant aux maigres ressources de la Société. Cette somme ayant été jugée insuffisante, il fut fait interdiction au Festival de se tenir : la municipalité d’alors, saisie par le Président de la Fanfare, lui apporta son total soutien et le Festival put avoir lieu sans poursuites pour la Fanfare.
Pour éviter toute déconvenue de la sorte à l’avenir, la Fanfare La Jeune France sollicite en mai 1900, en plus d’une augmentation de la subvention visant à la porter de 760 à 1000 Francs, la reconnaissance du titre de fanfare municipale.

### Essor
La Société traverse une période d’accalmie sous les directions successives de MM. Nast (de 1892 à 1895) et Victor Huleux (de 1895 à 1897) : les musiciens vont acquérir par un travail individuel et collectif, des aptitudes musicales plus marquées.
Présidée par MM. Jambart (1889 à 1896) et Alcide Plateau (1896 à 1905) et dirigée par Florimond Hoogstoel (de 1897 à 1914), la Fanfare La Jeune France (dont les musiciens ont adopté depuis 1893 la tenue d’artilleurs de Brandebourg) peut alors donner la mesure de ses possibilités :
- 1897 : concours de Nogent-sur-Marne : trois premiers prix ;
- 1899 : concours d’Eu : trois premiers prix ;
- 1902 : concours de Lille : 1er prix de lecture à vue, 1er prix d’exécution, 2e prix d’honneur, trois prix de direction au chef.

Ces trois victoires permettent à la Société de se hisser en 2e division, 1re section.
Toujours sous la même direction et sous les présidences de MM. Ernest Rabouille (de 1905 à 1909) et Henri Beauvais (de 1909 à 1914), les musiciens, dans la tenue modernisée d’artilleurs de l’époque qu’ils portent depuis 1903, vont enregistrer de nouveaux succès :
- 1907 : concours de Pantin ;
- 1910 : concours de Clichy, où s’affirme leur supériorité.

Après ces résultats, la Fanfare « La Jeune France » se transforme en 1912 en harmonie. Elle compte alors une soixantaine de membres.

## La Fanfare ouvrière

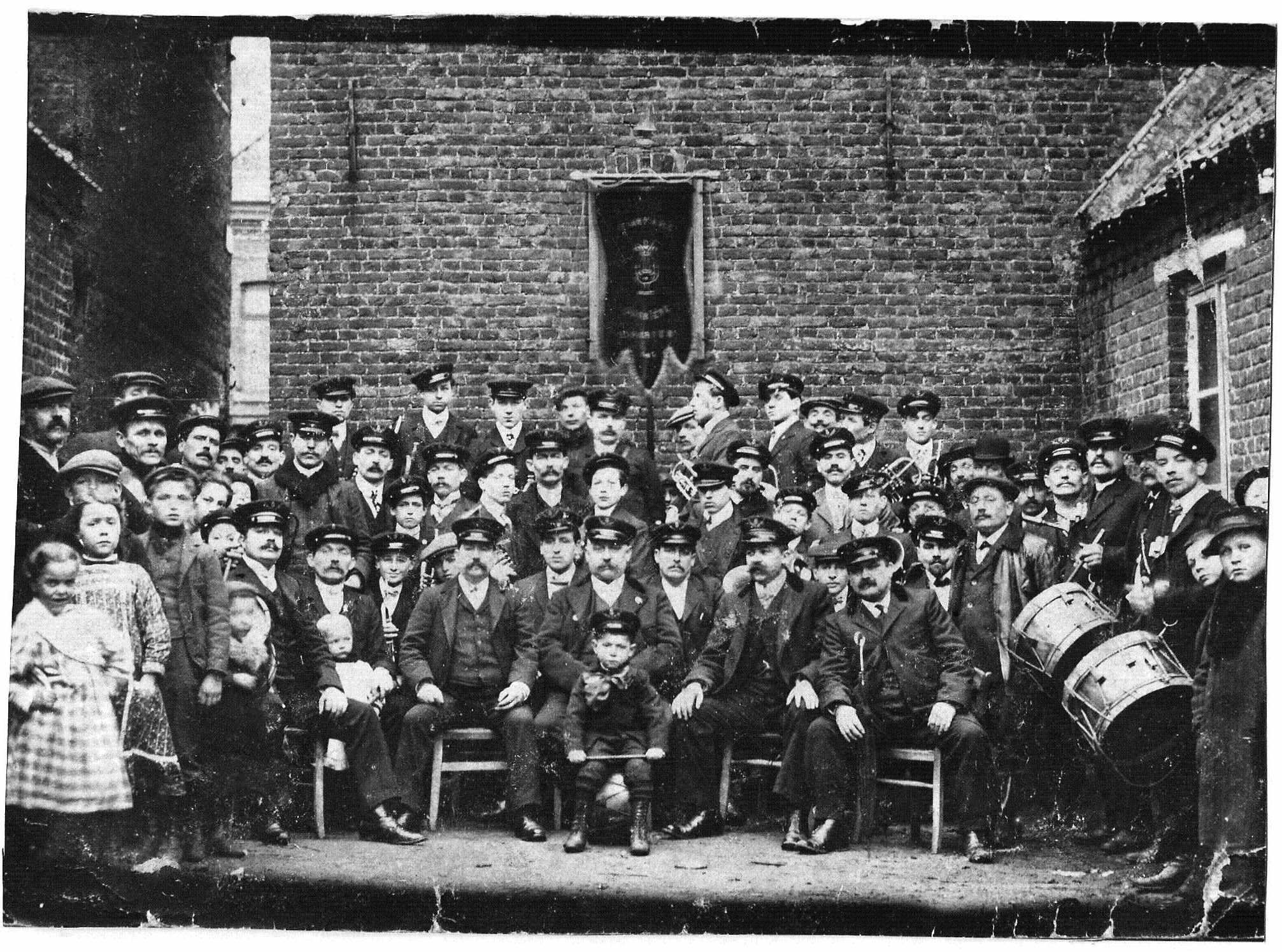
Création de la Fanfare ouvrière (1903).

### Création (1903)
Profitant de la nouvelle loi du 1er juillet 1901 qui consacre le principe de liberté d’association, une nouvelle société musicale est créée à Harnes en 1903. On ignore les circonstances qui présidèrent à cette création et ses acteurs, on sait seulement que la présidence était assurée par Alfred Poulain et la direction par Émile Dautricourt. Néanmoins, on peut affirmer que cette nouvelle association est marquée politiquement, en opposition avec l’Harmonie La Jeune France. En effet, très vite les heurts se multiplient entre cette fanfare, dont les membres portent la tenue de sapeurs pompiers, et la municipalité, plutôt conservatrice, que dirige à l’époque Anatole Bailliez.

### Reconnaissance (1912)
En mai 1912, la victoire socialiste aux élections municipales permet à la Fanfare ouvrière d’être reconnue « municipale ». Une lettre du président Beauvais de la Fanfare ouvrière évoque sans ambages « l’indifférence dédaigneuse de la (précédente) municipalité » et rappelle que la Fanfare ouvrière avait été « traitée (jusque là) en paria ». Elle constitue le témoignage des luttes politiques dont les deux sociétés musicales furent les acteurs et les hérauts.
La vitalité de la Fanfare ouvrière municipale lui permet d’envisager sa participation à un premier concours, à Suresnes, prévu pour le 26 août 1914, que la guerre déclenchée un mois auparavant empêche toutefois de se tenir.

## Le cinquantenaire de La Jeune France

### Ascension

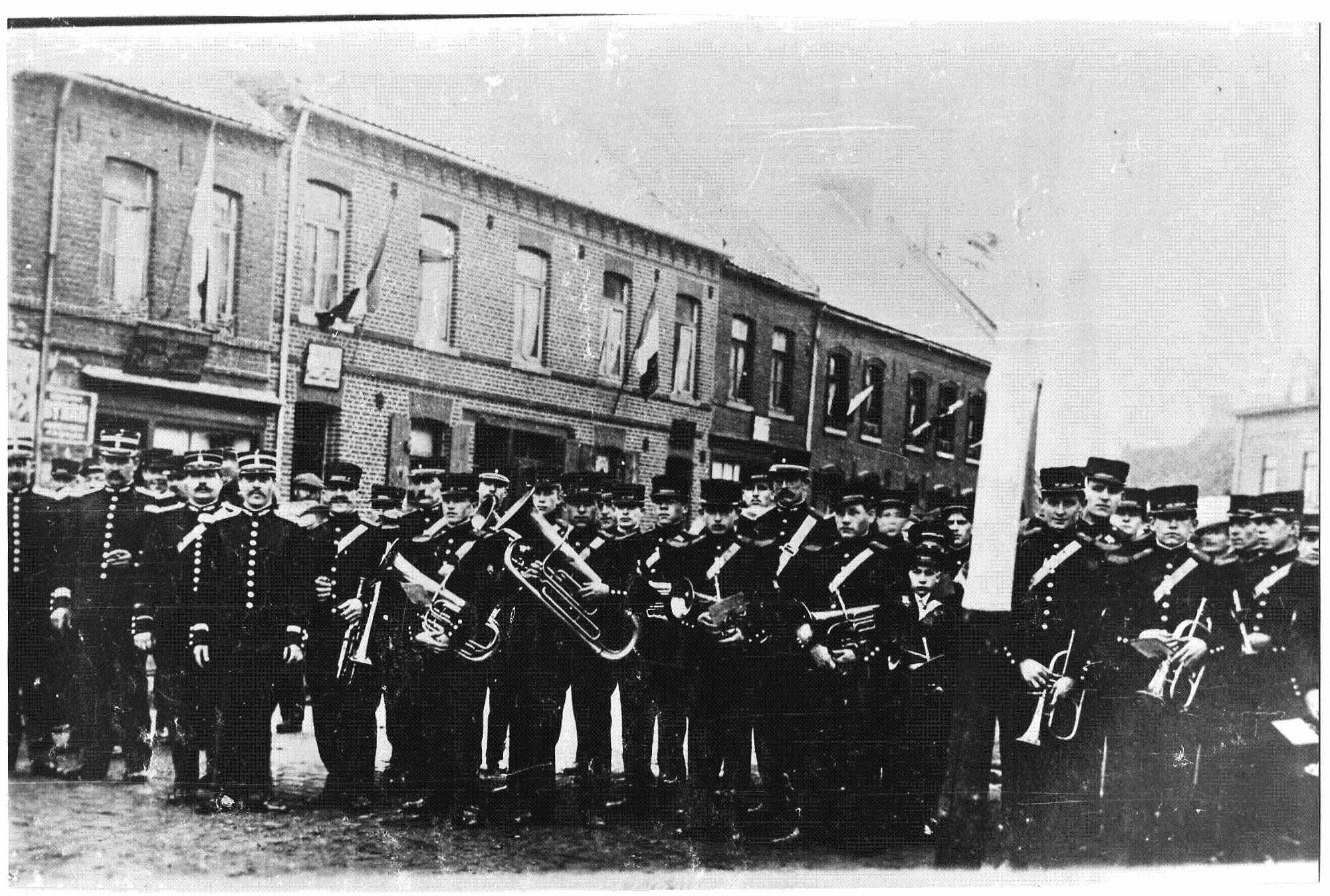
Cinquantenaire de « La Jeune France » (1913).

Parallèlement à la création de La Fanfare ouvrière, La Jeune France poursuit son ascension. Elle sollicite, en 1908, l’ouverture d’un premier cours de solfège qui doit permettre aux jeunes musiciens ainsi formés d’obtenir des avantages lors du service militaire ainsi qu’à l’embauche dans les compagnies minières. Le seul document disponible quant à la création de ce cours, ancêtre de l’école municipale de musique, ne donne aucune indication précise sur le lieu utilisé et sur les professeurs. 
Après l’élection en 1912 de la municipalité socialiste, c’est au tour de la jeune France de rencontrer quelques difficultés avec les nouveaux élus, alors qu’elle vient de prendre le nom d’Harmonie La Jeune France. Il semblerait que la société n’ait pas voulu participer à une réception officielle du député lensois Émile Basly, venu à Harnes en octobre 1912. Cette prise de position engendrera une scission avec la municipalité, l’un des adjoints en viendra même à démissionner. Néanmoins, malgré ces petits incidents, La Jeune France pourra organiser, le 4 mai 1913, son cinquantième anniversaire.

### Première Guerre mondiale
La Grande Guerre et l’invasion provoquent la dissociation et la dispersion complète des éléments qui animaient les sociétés musicales. La plupart des musiciens sont sous les armes : dix-sept ne reverront plus le sol natal. Une grande partie de la population civile se trouve placée sous l’administration allemande dès le début de la guerre (3 octobre 1914) et vit dans un état continuel d’angoisse et d’anxiété. Harnes devient lieu de repos pour les régiments ennemis tenant le secteur du plateau de Lorette, elle a à subir de fréquents bombardements par obus et par avions. 38% des maisons sont détruites, aucune n'est épargnée : Harnes est classée parmi les 47 communes du Pas-de-Calais les plus gravement endommagées,.
En 1917, la population est évacuée, abandonnant à l’ennemi biens et souvenirs. Cet épisode marque la disparition de la bannière, des partitions et des instruments en cuivre. Malgré les dangers encourus, l’épouse d’Henri Midavaine, futur président, réussit à enfermer dans des caisses les instruments en cuivre (pour éviter leur saisie) et à les faire enterrer dans le terroir de Harnes … mais en un endroit qu’il fut impossible de retrouver après les hostilités !
Alors que tout semble indiquer que rien ne pourra renaître des ruines de la guerre, la victoire, assurée sous l’égide de l’Union sacrée, va permettre, de réunir des bonnes volontés qui susciteront bientôt un renouveau musical.

## Fusion de La Jeune France et de la Fanfare ouvrière (1925)

### Naissance de l’Harmonie ouvrière de Harnes

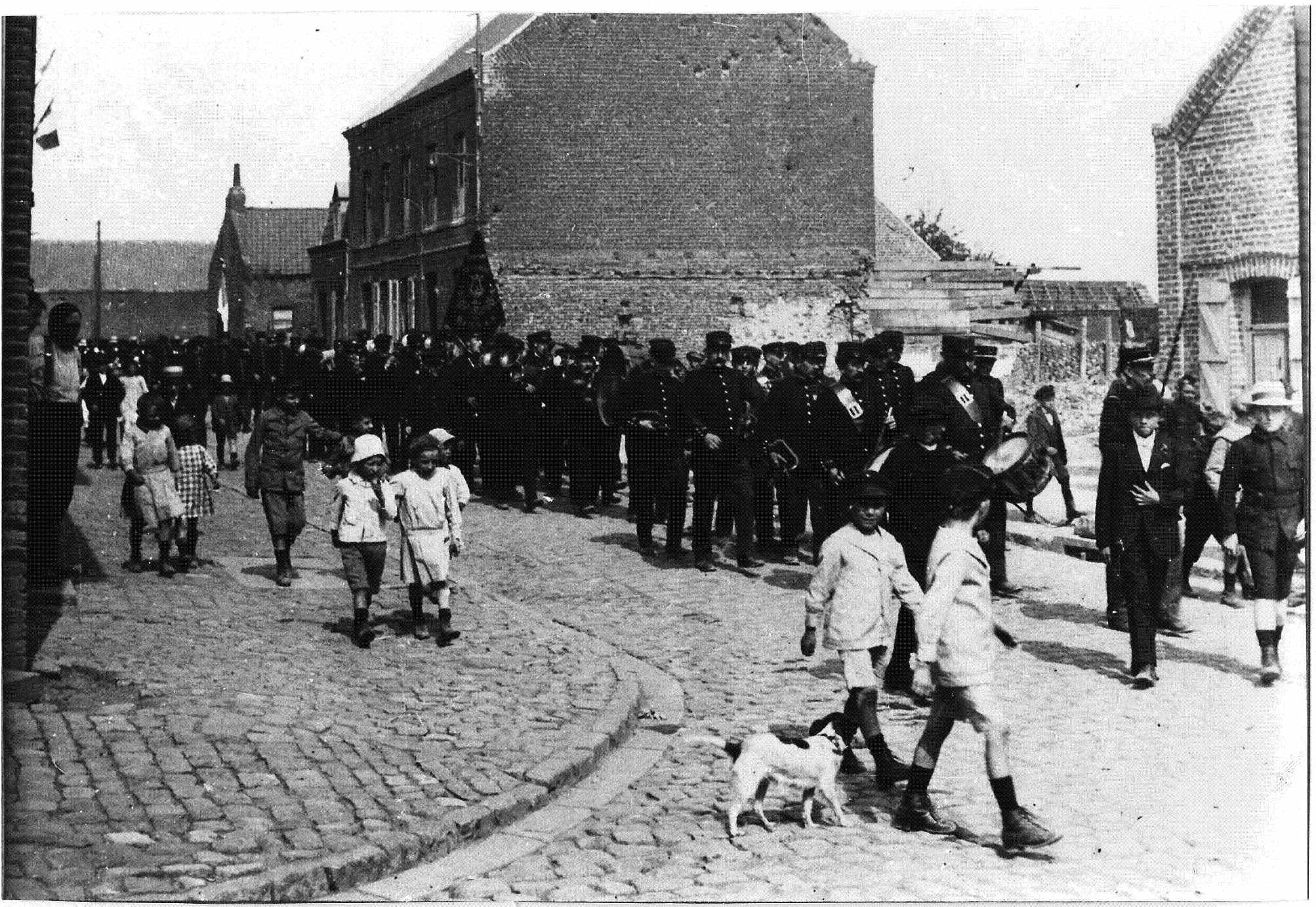
L'Harmonie de Harnes dans la Grand'Rue après la guerre.

À l’issue de la guerre, les deux sociétés se reconstituent séparément afin de mieux profiter des subventions au titre des « dommages de guerre ». Premier signe de leur futur regroupement, elles s’équipent, en 1920, du même uniforme de sous-officier de marine. Devant les vides creusés dans les rangs de leurs sociétaires par l’hécatombe de 1914-18 (confer le Mémorial exposé dans la salle de répétitions de l’Harmonie), les responsables de l’Harmonie municipale La Jeune France et de la Fanfare ouvrière municipale décident, le 19 juillet 1925, de fusionner les deux sociétés en une seule qui prend le nom d’Harmonie ouvrière de Harnes,.
Le comité de réorganisation comprenant MM. Poulain, président de la Fanfare, et Midavaine, président de l’Harmonie, décide de confier le regroupement et la formation des musiciens à Pierre-Joseph Rainguez et Jean-Baptiste Delattre qui s’en acquittent jusqu’en février 1921, date à laquelle la baguette de chef est confiée à Émile Dautricourt (1921 à 1946). Ces trois collaborateurs vont conjuguer leurs efforts pour doter leur ville renaissante d’une bonne harmonie. Les répétitions se font d’abord dans une salle de classe, puis à la salle des fêtes dont l’étage est mis gracieusement à la disposition de la société en octobre 1927.

### Premier concours (1928)

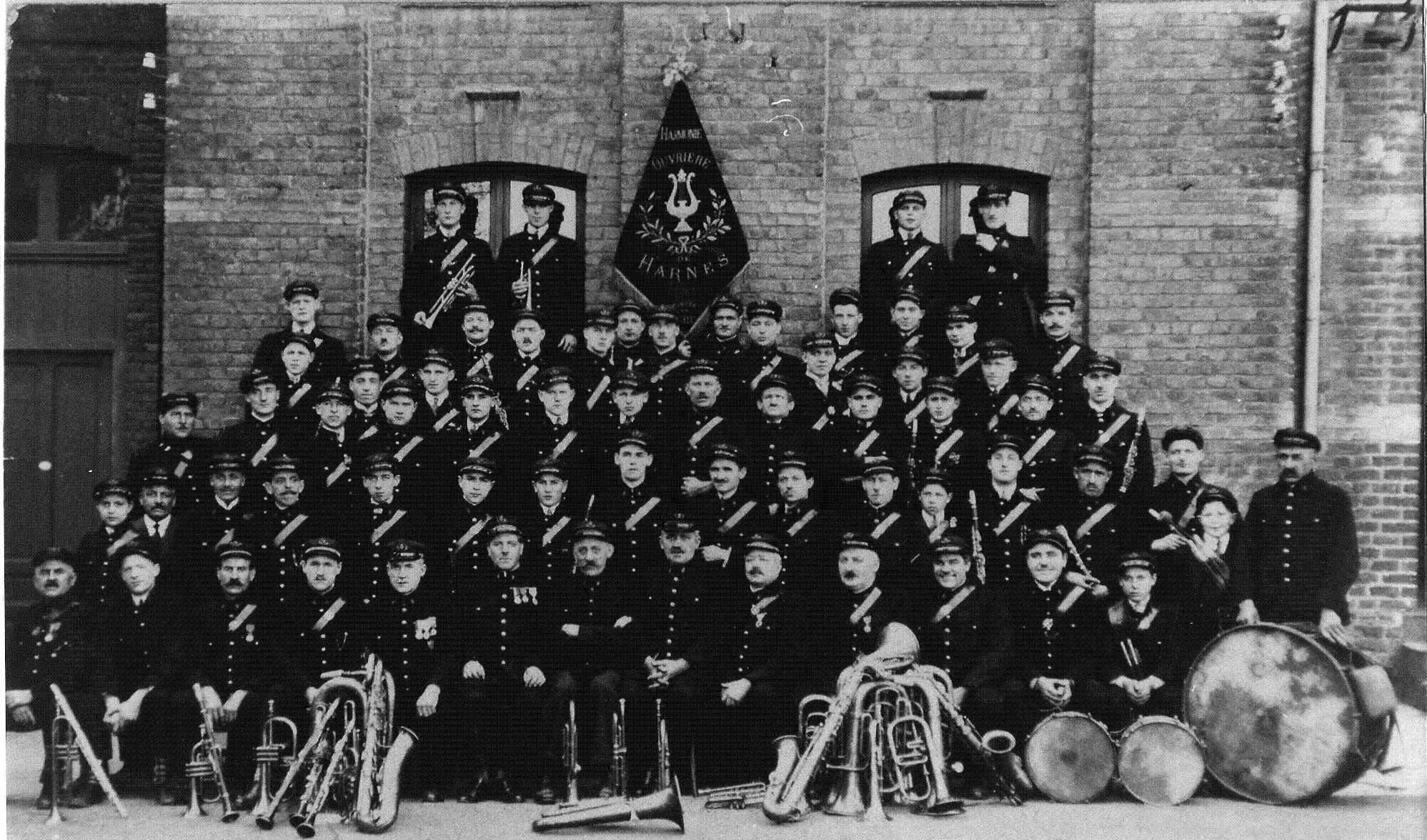
Création de l'Harmonie ouvrière (1925).

Désormais unis au sein de l’Harmonie ouvrière, les musiciens sont prêts à participer à leur premier concours après trois ans de travail : en 1928, le concours du Vésinet se solde par un succès éclatant :
- 1er premier prix de lecture à vue ;
- 1er prix d’exécution ascendant avec félicitations de l’auteur et du jury ;
- 1er prix d’honneur ;
- prix de direction au chef.

Ce palmarès permet à l’Harmonie de se voir classée en 1re division, 2e section.

### Création d'une caisse de retraite (1932)
En 1932, une œuvre sociale est créée au sein de l’Harmonie ouvrière sous la forme d’une caisse de retraite destinée aux musiciens qui, à l’âge de 55 ans, pourront justifier de trente années de fidélité. 
En 1933, la municipalité vote les crédits nécessaires à l’achat d’une nouvelle tenue : ce sera le costume d’officier de Marine.

### Deuxième concours (1934)
Les participations de la société dans les cérémonies et les fêtes locales ou régionales sont de plus en plus fréquentes.
En 1934, sous l'impulsion de son président, Henri Midavaine, l’Harmonie ouvrière participe au concours de Melun et se voit décerner le palmarès suivant :
- 1er prix de lecture à vue ;
- 1er prix d’exécution avec maximum des points et félicitations au chef ;
- 1er prix d’honneur ascendant.

Une nouvelle marche est franchie avec le classement en 1re division, 1re section.

### Mémorial

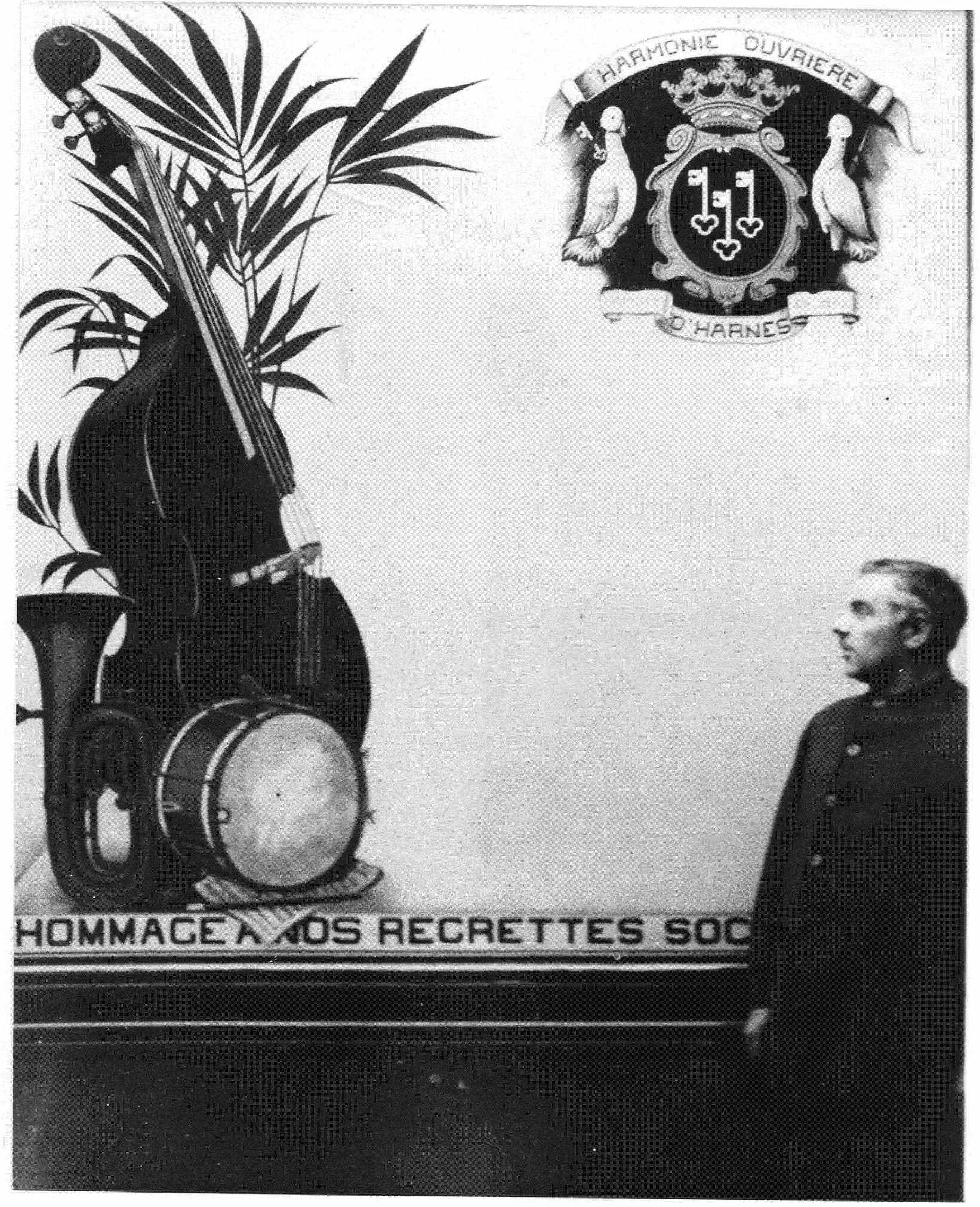
Réalisation du Mémorial de l'Harmonie de Harnes 1935.

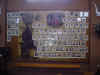
Mémorial de l'Harmonie de Harnes en 2004.

Ce panneau, qui est exposé dans la salle de répétitions de l’Harmonie, fut inauguré le 26 mai 1935. Cette journée fut consacrée comme celle du Souvenir des camarades musiciens morts pour la Patrie pendant la guerre 1914-18 et des fondateurs des deux sociétés qui précédèrent et donnèrent naissance à l’Harmonie ouvrière, au premier rang desquels figurent Pierre-François Dewatine. En présence de M. Houziaux, secrétaire général de la Fédération régionale des Sociétés musicales du Nord et du Pas-de-Calais, des sociétés musicales de Fouquières et Montigny, des sapeurs-pompiers et des autorités locales, les membres de l’Harmonie ouvrière réaffirmèrent leur attachement à leur divise.
Selon Emile Hainaut, ancien président de l’Harmonie, il n’existe pas d’autre exemple de panneau-souvenir dans une société musicale des environs : depuis son inauguration, le mémorial a été complété au fil des ans par des photos d’anciens membres dont la participation a été exemplaire pendant plusieurs décennies. Une cérémonie du Souvenir se tient tous les ans à l’occasion de l’assemblée générale, lors de laquelle des photos de disparus sont ajoutées.

### 75eanniversaire (1938)
En 1938, l’Harmonie célèbre le 75e anniversaire de sa fondation.

### Seconde Guerre mondiale
Moins de deux ans plus tard, c’est à nouveau la guerre, l'Harmonie est contrainte de fermer temporairement. Il faudra cinq années d’attente et le retour des prisonniers en 1945 avant qu'elle puisse retrouver des activités normales.

### Après-guerre
En 1945, sous la conduite d'Émile Dautricourt et du comité présidé par Henri Midavaine, l’Harmonie ouvrière retrouve sa vitalité d’antan. Mais en 1946, Emile Dautricourt se voit forcé d’abandonner la baguette de chef après 26 ans de bons et loyaux services. Il sera suivi peu après par Henri Midavaine, président depuis 40 ans. La société fait alors appel à l’un de ses membres chevronnés, Jean-Baptiste Delattre, qui va assurer l’intérim de la direction. Le comité place également la gestion administrative de l’Harmonie dans les mains d’un jeune président, Charles Miroux, secondé par Fernand Racary, vice-président, qui sera pendant 25 ans la cheville ouvrière des conseils d’administration.
En 1947, M. Valère Lemaire, directeur de la musique des Mines de Courrières, accepte de prendre la direction de la société, mais sa disparition sept mois plus tard pose à nouveau le problème de la succession au poste de chef. L’Harmonie  ouvrière le remplace alors par un jeune chef, Marceau Tison, frais émoulu de la musique de la Flotte. Le 1er octobre 1948, ce dernier  prend également la direction de l’école municipale de musique que la municipalité a bien voulu créer et financer dans le but d’assurer le recrutement et la formation des jeunes, garantissant ainsi la relève et la continuité de la société.

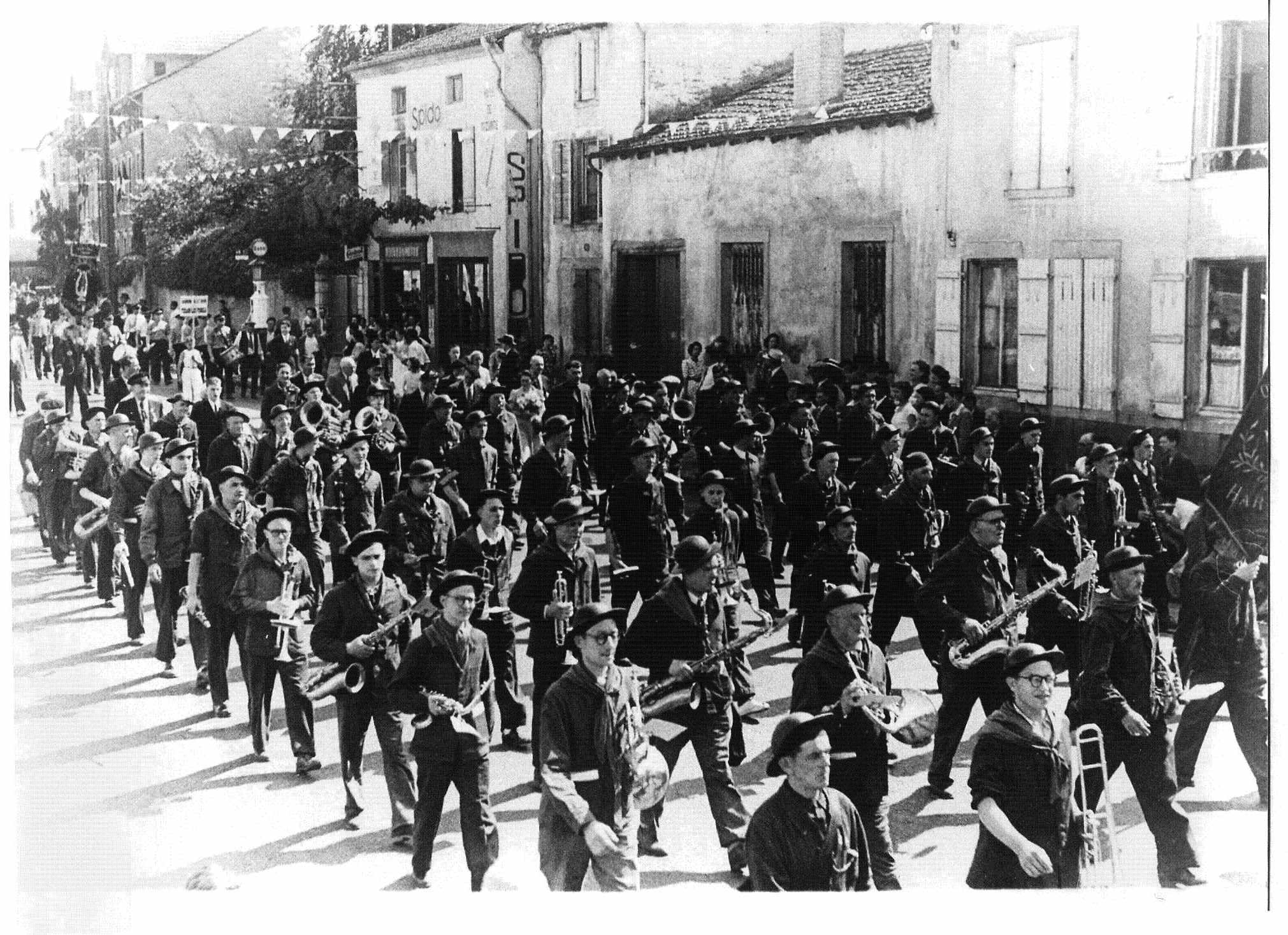
L'Harmonie de Harnes au concours de Mirecourt en 1950.

Le 2 juillet 1950, l’Harmonie ouvrière est en mesure d’aborder le concours international de Mirecourt (Vosges) après une préparation poussée : elle se classe, pour la première fois de son histoire, en division supérieure.

### Années 1950
En septembre 1952, Marcel Beve succède à Marceau Tison. 
Après un voyage très apprécié à Saumur (Maine-et-Loire), en juin 1957, les musiciens préparent, petit à petit, le concours de Châtellerault du 5 juin 1960. Alors qu’elle avait été reclassée en avril 1960 en 1re division 1re section (après un laps de temps sans participation à un concours, le classement devient obsolète et doit être reconfirmé), l’Harmonie ouvrière reprend, lors du concours de Châtellerault, son classement en division supérieure. Elle y interprète l'ouverture de Phèdre de Massenet (morceau au choix) et Zampa de Hérold & Allier (morceau imposé).

### Centenaire (1962)

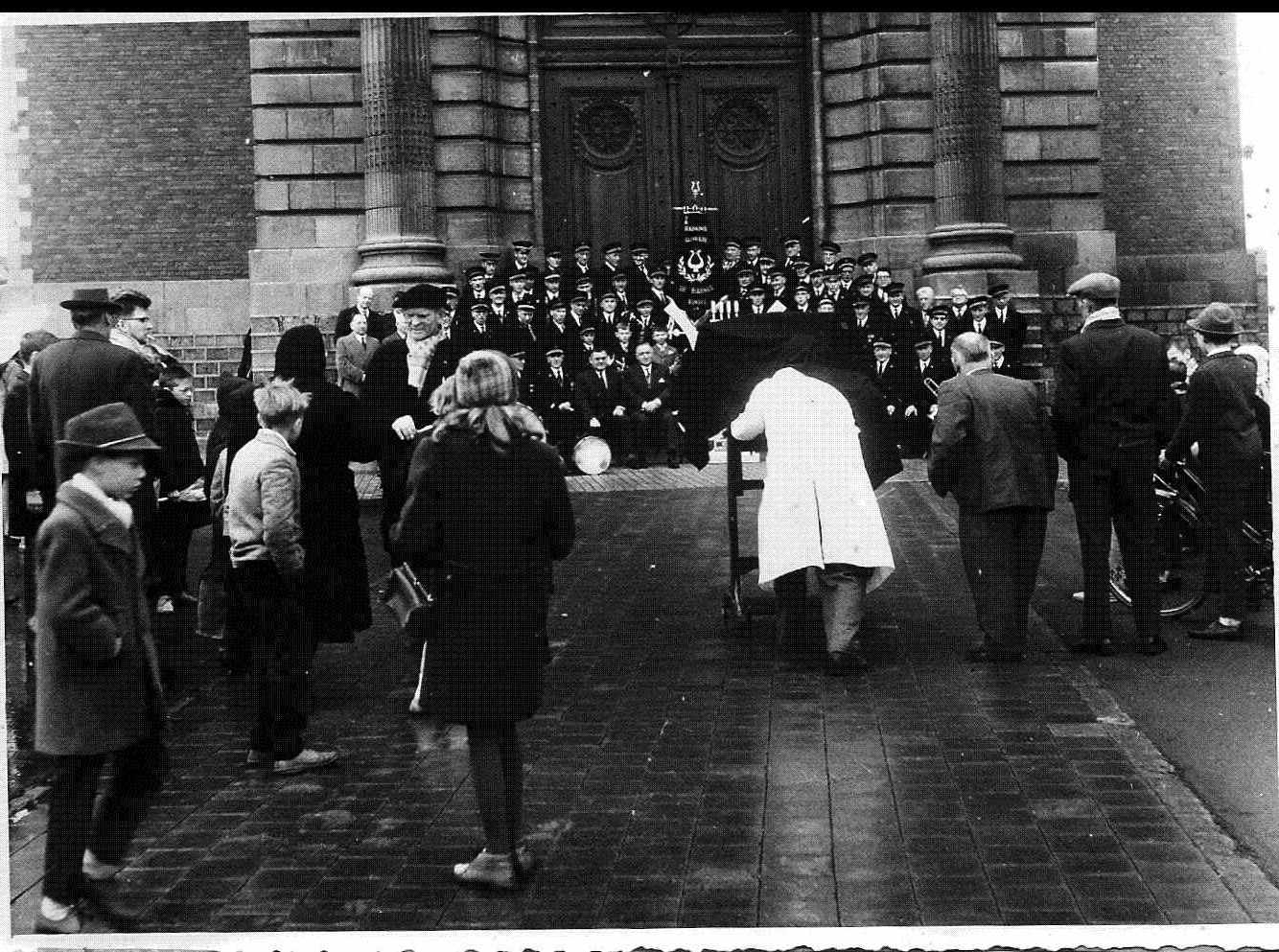
Photo du centenaire de l'Harmonie de Harnes (1962).

Du 11 au 15 mai 1962, l’Harmonie ouvrière fête son 100e anniversaire sous l’impulsion d’un comité d’honneur présidé par le maire de Harnes, le docteur Laville, secondé par MM. Charles Miroux, président de l’Harmonie, et Fernand Racary, président d’honneur de l’Harmonie. Le point d’orgue est la tenue d'un festival de musique dans la ville le dimanche 13 mai : vingt sociétés musicales de la région y participent. Durant cette journée, des défilés sillonnent la ville tandis que des aubades sont données dans des kiosques disposés dans les différents quartiers. 
Lorsque Marcel Beve tombe malade en 1967, Marceau Tison accepte de le remplacer et reprend à nouveau la baguette de chef. La vie de l’Harmonie ouvrière est ponctuée pendant ces deux décennies de participations à des festivals dans la région mais aussi à l’étranger, en particulier dans la ville jumelée allemande de Falkenstein en ex-RDA, en 1969.
Après un reclassement obligatoire, l’Harmonie ouvrière prend part au Concours international de Chartres, où elle obtient un 1er Prix ascendant avec félicitations du jury : la voilà classée en division supérieure 2e section.

### 125eanniversaire (1987)
Emmenée par son nouveau chef, Jean-Jacques Leclerc, l'Harmonie ouvrière fête son 125e anniversaire du 12 au 14 juin 1987 par diverses initiatives ayant pour thème la musique et faisant participer la population et ses représentants. Une exposition relatant l'histoire de l'Harmonie est réalisée par Gérard Malbezin en collaboration avec la société savante « Les Amis du vieil Harnes ». Un festival rassemble une douzaine de sociétés musicales. Le point d'orgue est un grand concert de gala qui rassemble 2 000 personnes.

### Les Cloches de Harneville(1988)
Élargissant son champ d’investigation à la pratique chorale et aux actions scéniques, l'Harmonie se lance, en 1988, dans la production d’une opérette, librement inspirée des Cloches de Corneville, l'opéra-comique de Robert Planquette (1877). La tâche est lourde : il faut confectionner des décors, des costumes, gérer des éclairages, des tables de sonorisation. La salle des fêtes, transformée en salle de spectacle, accueille les premières représentations les 21, 22 et 23 mai 1988 : le public est enthousiaste. La mutation de l'Harmonie va se poursuivre avec le remplacement des « Messes de Sainte Cécile » par des « Concerts de Noël ».

### La décennie des grands spectacles
Dans les années qui suivent, les musiciens de l’Harmonie continuent à présenter des productions axées sur le spectacle : 
- en 1989, Rêv’olution, qui célèbre le bicentenaire de la Révolution ;
- en 1990, Mémoires d’un kiosque ;
- de 1992 à 1994, Au temps où l’on emporte le vent, un opéra-bouffe en trois actes.

Désormais, la notoriété de ces productions, qui sont très prisées du public, dépasse largement les limites de la ville.

## L'Harmonie de Harnes

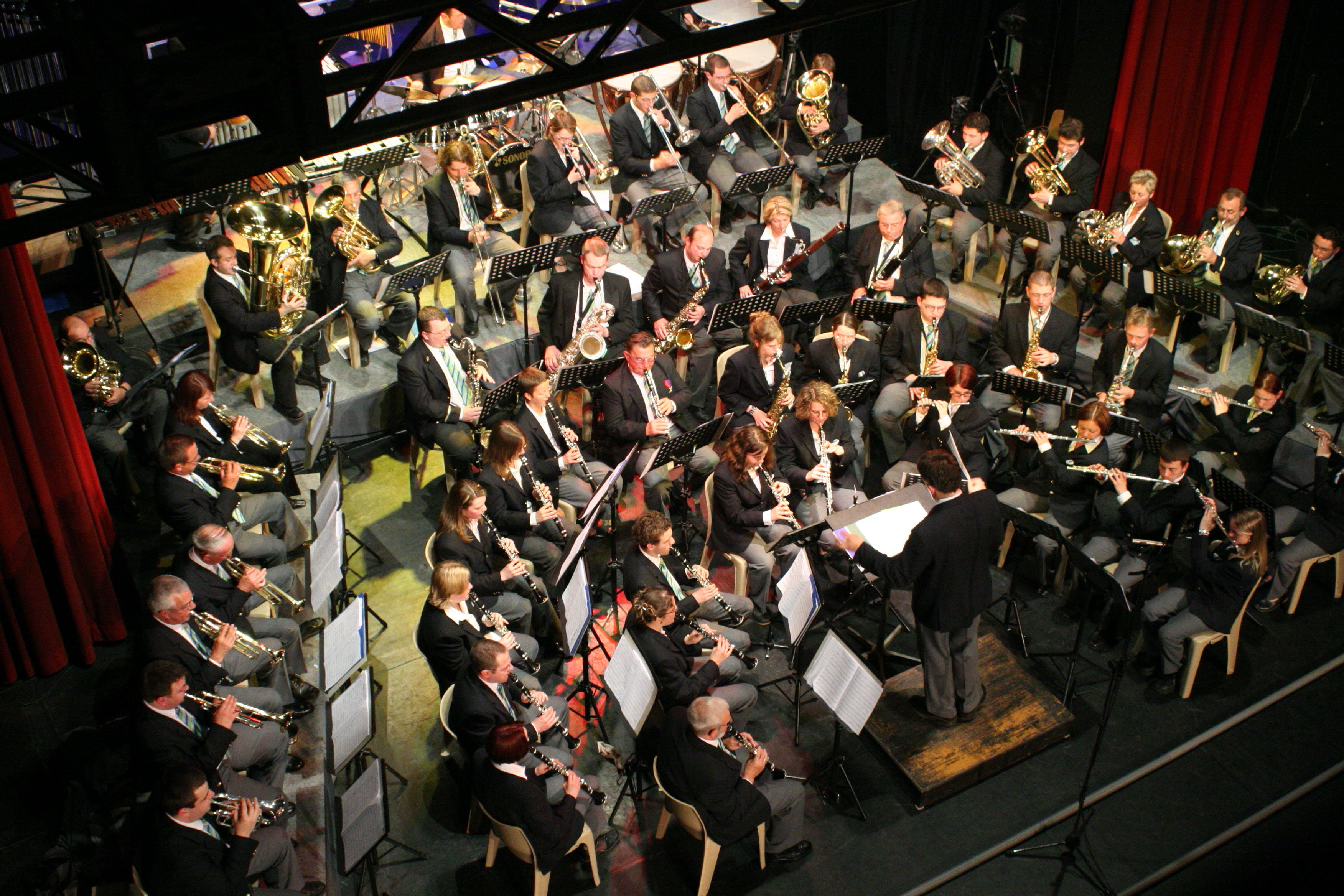
Concert de gala au centre culturel Jacques Prévert de Harnes (juin 2005).

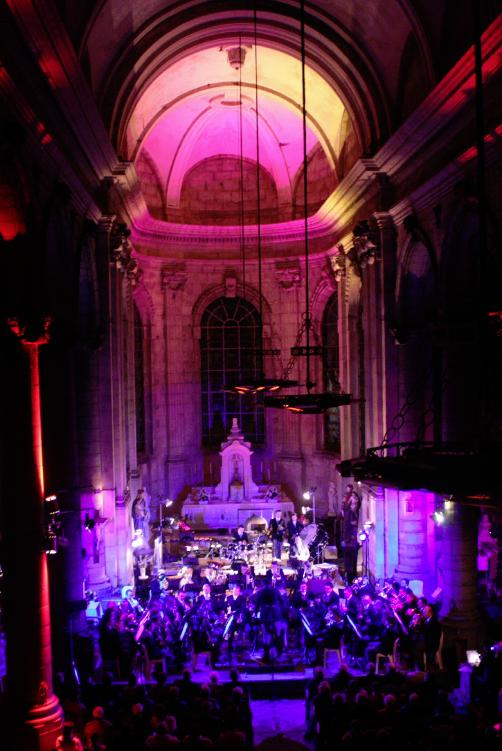
Concert de Noël à l'Église Saint-Martin de Harnes (décembre 2005).

### Abandon de la référence ouvrière (1993)
Le 19 décembre 1993, l'Harmonie ouvrière de Harnes gomme de son nom la référence ouvrière et devient simplement l'Harmonie de Harnes. Arguant du fait que l’Harmonie ne devait plus jouer le rôle de « fanfare » , Jean-Jacques Leclerc se refuse à participer aux cérémonies commémoratives incluant un défilé. Cette décision provoque des remous au sein de la municipalité qui continuera néanmoins de soutenir les entreprises dans lesquelles se lance l’Harmonie.
En 1996, les membres de l’Harmonie, à laquelle ont été intégrés les choristes, enregistrent un CD intitulé Vous souvenez–vous ? : les œuvres interprétées, qui sont toutes des créations de Jean-Jacques Leclerc, reprennent des thèmes des différents spectacles. Les 6 et 7 juin 1998, les musiciens, auxquels viennent s’adjoindre trois chorales extérieures, donnent deux représentations d'un grand spectacle intitulé « Le débarquement de l’Harmonie ». Mais « le cœur n’y est plus », certains musiciens ne supportant plus la prise en mains de l’Harmonie par quelques choristes et la direction d’une main de fer du chef.

### Scission (1999)
Les divergences sur les orientations de l’Harmonie conduisent un groupe de musiciens à faire scission et à créer un groupe concurrent, « Amis’Croches », qui renoue aussitôt avec les commémorations patriotiques et les défilés.
Bien qu’amputée, l’Harmonie présente, en 1999, un nouveau spectacle, « Music’eurothérapie », qui connaît un vif succès. En juin, Jean-Jacques Leclerc décide de quitter l’Harmonie et la direction de l’école de musique. À sa suite, le conseil d’administration démissionne, la dissolution est même un temps envisagée. Heureusement, sous l’impulsion de quelques anciens qui ne peuvent se résoudre à la disparition d’un tel patrimoine, l’Harmonie maintient ses activités quoique ses effectifs soient au plus bas malgré le retour des dissidents.

### «Retour de l'Harmonie» (2000)
En janvier 2000, un nouveau chef, Yorick Kubiak, est nommé à la tête de l’Harmonie et de l’école municipale de musique. C'est la reprise des missions traditionnelles et des répétitions régulières.  
En 2002, l'Harmonie passe commande d'une œuvre pour l'orchestre à François Daudin Clavaud, lequel compose Carillon, pièce inspirée de la Chanson du pays d'Artois. Le compositeur adapte en 2006 Freestyler, œuvre initialement dédiée à son ensemble de flûtes le Trio d'argent pour l'orchestre de l'Harmonie.
L'Harmonie participe à 
- l'émission en direct de Michel Drucker Tenue de Soirée en décembre 2006,
- la parade inaugurale des festivités de Lille 3000 en octobre 2006  ;
- et l'opération « En fanfare aux Tuileries » au Louvre en septembre 2007[1],[6].

### 150eanniversaire (2012)
Le 24 juin 2012, les 55 musiciens de l'Harmonie, le chœur régional Nord-Pas-de-Calais et l'ensemble vocal Voix en Flandre, placés sous la direction d'Éric Deltour et de Yorick Kubiak, interprètent les Carmina Burana de Carl Orff. À l'occasion de cet anniversaire, la Gazette harnésienne, magazine d'information de la ville de Harnes, retrace l'histoire de la société musicale créée à Harnes en 1862.

### Inauguration du Louvre-Lens (2012)
Après avoir participé en 2007 avec plusieurs autres sociétés musicales du bassin minier à l'opération « En fanfare aux Tuileries » annonçant dans le jardin des Tuileries à Paris l'arrivée du musée du Louvre à Lens, l'harmonie de Harnes, répondant à un appel à projet de la communaupole de Lens-Liévin, assure à l'église Saint-Théodore le samedi 8 décembre 2012 suivant le jour de la sainte Barbe patronne des mineurs, le concert d'inauguration du Louvre-Lens. 
Yorick Kubiak, chef et directeur musical de l'harmonie fait à nouveau appel à François Daudin Clavaud qui compose Renaissance 2012, une pièce en cinq mouvements construits en suivant l'architecture du Louvre-Lens, la durée de chaque mouvement étant proportionnelle à la taille de chacun des bâtiments, symbolisant « la renaissance d'un « sol mineur » qui a marqué l'histoire industrielle des deux siècles passés »,.

### Direction de 2018 à janvier 2022
En 2018, Pierre-Yves Malbezin devient président de l’association et Stéphane Lahaye prend la direction de l'harmonie et de l'école de musique de Harnes. Après avoir été son secrétaire puis son vice-président, Pierre-Yves Malbezin, âgé de 45 ans et professeur de mathématiques à Liévin, est depuis février 2018 le nouveau président de l'harmonie où il joue de la clarinette depuis 1983, comme son père et son grand-père avant lui.

### Nouvelle direction en 2022
En janvier 2022, après deux ans de confinement et un concert de Noël mémorable, place à une nouvelle direction de l'harmonie, avec non pas un mais deux directeurs artistiques, Mathilde Lenfant — qui démissionnera quelques mois plus tard — et Jean- Pierre Nottebaere. Joseph Cirasaro succède à Laetitia Dulion à la présidence de l'harmonie.